# 2007 VC191
 (novembre 2019).
2007 VC191 est un astéroïde Amor en résonance 2:1 avec la Terre. Cet astéroïde a une orbite caractérisée par un demi-grand axe de 1,588 unité astronomique, une excentricité de 0,310 et une inclinaison de 21,34 degrés. Il est donc aréocroiseur. Avec une magnitude absolue H de 21,0, sa taille doit être comprise entre 170 et 370 mètres.
Découvert en 2007, il est réobservé en 2019, ce qui permet de fortement contraindre son orbite.